# Cal·lírroe (filla d'Oceà)
Cal·lírroe (en grec antic Καλλιρρόη), va ser, segons la mitologia grega, una oceànide, filla d'Oceà i Tetis.
Va ser ella qui, unida amb Crisàor, fill de la Gorgona i Posidó, va engendrar els monstres Gerió i Equidna. Amb Posidó va tenir Mínias, amb Nil, Quíone i amb Manes, el primer rei de Lídia, va tenir Cotis.